# أيزو 3166-2:YE

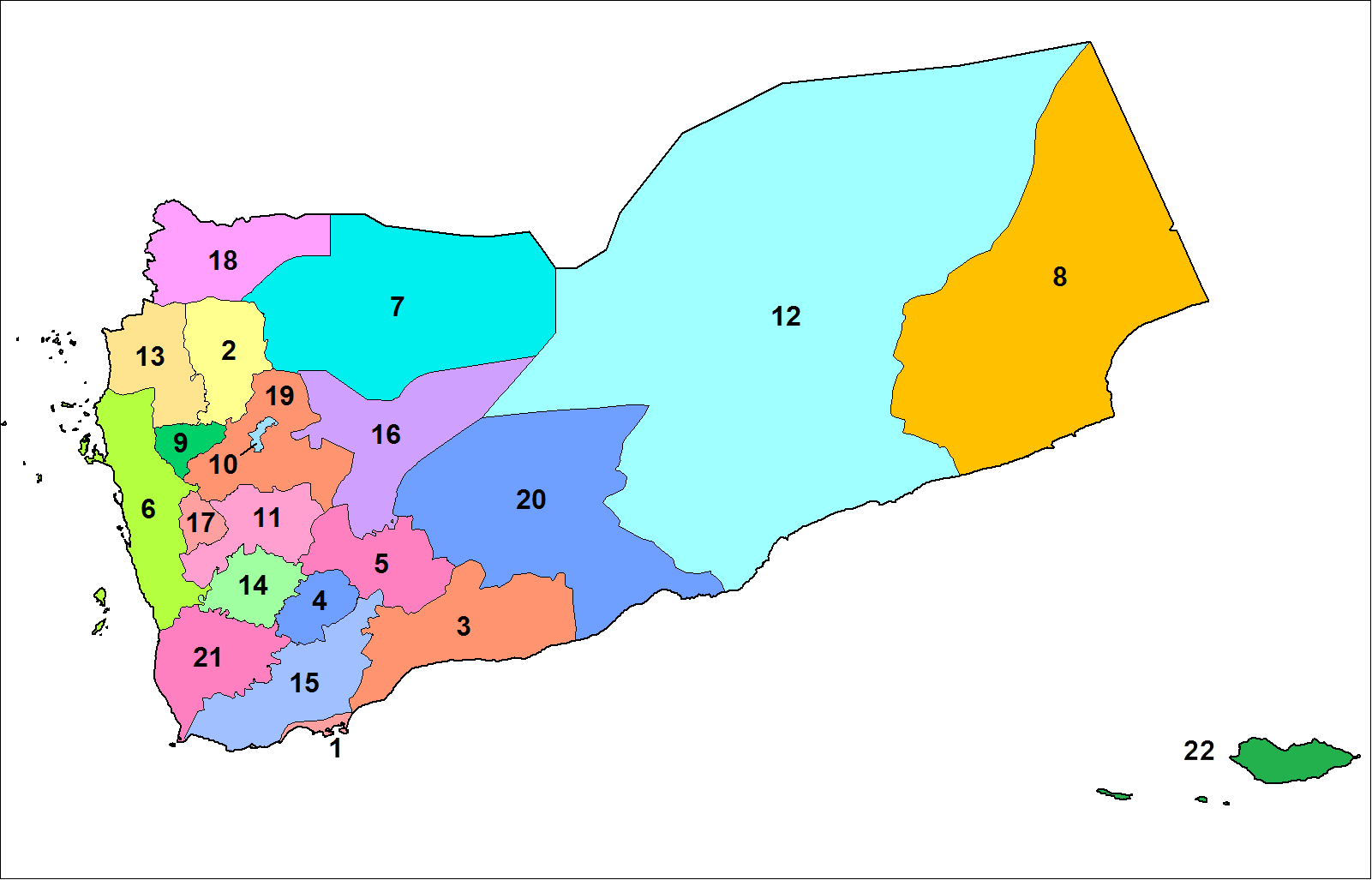

أيزو 3166-2:YE هو الجزء المخصص لليمن في أيزو 3166-2، وهو جزء من معيار أيزو 3166 الذي نشرته المنظمة الدولية للتوحيد القياسي (أيزو)، والذي يُعرف رموز لأسماء التقسيمات الرئيسية (مثل الأقاليم، الجهات، المقاطعات أو الولايات) من جميع البلدان في ترميز أيزو 3166-1.
حالياً في اليمن، يتم تعريف رموز أيزو 3166-2 لمحافظات اليمن، وعاصمة البلاد صنعاء تعتبر أحد المحافظات، يتكون كل رمز من جزئين مفصولين بواصلة. الجزء الأول هو YE، وهو رمز وأيزو 3166-1 حرفي 2 لليمن. أما الجزء الثاني فهو عبارة عن حرفين.

## الرموز الحالية
| الرمز | اسم التقسيم            | فئة التقسيم   |
| ----- | ---------------------- | ------------- |
| YE-SA | صنعاء [مدينة]          | أمانة العاصمة |
| YE-AB | أبين (محافظة)          | محافظة        |
| YE-AD | عدن (محافظة)           | محافظة        |
| YE-DA | محافظة الضالع          | محافظة        |
| YE-BA | محافظة البيضاء (اليمن) | محافظة        |
| YE-HU | محافظة الحديدة         | محافظة        |
| YE-JA | الجوف (محافظة)         | محافظة        |
| YE-MR | محافظة المهرة          | محافظة        |
| YE-MW | محافظة المحويت         | محافظة        |
| YE-AM | عمران (محافظة)         | محافظة        |
| YE-SU | أرخبيل سقطرى           | محافظة        |
| YE-DH | ذمار (محافظة)          | محافظة        |
| YE-HD | حضرموت (محافظة)        | محافظة        |
| YE-HJ | حجة (محافظة)           | محافظة        |
| YE-IB | إب (محافظة)            | محافظة        |
| YE-LA | محافظة لحج             | محافظة        |
| YE-MA | مأرب (محافظة)          | محافظة        |
| YE-RA | محافظة ريمة            | محافظة        |
| YE-SD | صعدة (محافظة)          | محافظة        |
| YE-SN | صنعاء (محافظة)         | محافظة        |
| YE-SH | شبوة (محافظة)          | محافظة        |
| YE-TA | تعز (محافظة)           | محافظة        |

## تغييرات
| طبعة / النشرة الإخبارية | تاريخ الصدور | وصف التغيير في النشرة الإخبارية                                        | كود / تغيير تقسيم                                       |
| ----------------------- | ------------ | ---------------------------------------------------------------------- | ------------------------------------------------------- |
| Newsletter I-4          | 2002-12-10   | إضافة محافظتين                                                         | إضافة تقسيمات: YE-DA محافظة الضالع YE-AM عمران (محافظة) |
| ISO 3166-2:2007         | 2007-12-13   | الطبعة الثانية من ISO 3166-2 (لم يعلن هذا التغيير في النشرة الإخبارية) | إضافة تقسيمات: YE-SA صنعاء [مدينة]                      |
| Newsletter II-2         | 2010-06-30   | تحديث الهيكل الإداري ونظامها الأبجدي وتحديث قائمة مصدر                 | إضافة تقسيمات: YE-RA محافظة ريمة                        |